# Hradčany (železniční zastávka)
Hradčany jsou železniční zastávka ve městě Tišnov v Jihomoravském kraji. Leží v nadmořské výšce 255 m n. m. na trati z Brna do Havlíčkova Brodu, na jižním okraji katastrálního území Tišnova, nedaleko katastrální hranice s obcí Hradčany. 
Provozovatelem je státní organizace Správa železnic. V zastávce není možno zakoupit jízdenky – obsluha cestujících je zajištěna ve vlaku.